# Tiszántúl
A Tiszántúl szűkebb értelemben Magyarország keleti részén fekvő tájegység, tágabb értelemben az Alföld keleti része, amely ma Magyarországon és Romániában található.  A Tiszántúl szellemi, kulturális, gazdasági, idegenforgalmi és közlekedési központja Debrecen.
- Szűkebb értelmében a Magyarország keleti részén, a Tiszától keletre eső nagytáj nem hivatalos elnevezése. Ebben az esetben nem önálló földrajzi egységről van szó, hanem geopolitikai elnevezésről, mivel ez a terület a valóságban egy olyan síkság része, amely földrajzilag Románia területére is átnyúlik.
- A kifejezés tágabb, földrajzi értelmében azt a Magyarországon és Romániában húzódó hatalmas síkságot jelenti, amelyet nyugaton és északon a Tisza, keleten az Erdélyi-középhegység, délen pedig a Maros határol. Szócikkünkben ezt a tágabb értelmezést követjük.

## Domborzat
A Tiszántúl a Kárpát-medence egyik legegységesebb nagytája. A felszíne nagyrészt sík, folyókkal szabdalt terület, kivéve a Nyírség homokhátait, ahol dombosabb a felszín. A legmagasabb pontja is itt található, a Hoportyó (183 méterrel a tengerszint felett), a legalacsonyabb részei a Tisza mellékén fordulnak elő, 80 méter alatt.

## Részei
Magyarországon:
- Felső-Tisza-vidék: Beregi-sík, Szatmári-sík, Rétköz;
- Közép-Tisza-vidék: Taktaköz, Borsodi-ártér, Hevesi-ártér, Szolnoki-ártér, Tiszafüred–Kunhegyesi-sík, Szolnok–Túri-sík, Tiszazug, Hortobágy;
- Alsó-Tisza-vidék: Marosszög, Dél-Tisza-völgy;
- Nyírség: Közép-Nyírség, Északkelet-Nyírség, Délkelet-Nyírség, Dél-Nyírség, Nyugati-Nyírség (Löszös-Nyírség);
- Hajdúság: Hajdúhát, Dél-Hajdúság;
- Berettyó–Körös-vidék: Dévaványai-sík, Nagy-Sárrét, Berettyó–Kálló köze, Érmelléki löszös hát, Bihari-sík, Kis-Sárrét, Körös menti sík;
- Körös–Maros köze: Csanádi-hát, Békési-hát, Békési-sík, Csongrádi-sík, Körösszög.[1]

Jelenleg Hajdú-Bihar, Szabolcs-Szatmár-Bereg és Békés vármegye teljes területe, illetve Jász-Nagykun-Szolnok és Csongrád-Csanád vármegye keleti fele tartozik ide. Bács-Kiskun vármegye egy településsel, Tiszauggal képviselteti magát. Praktikus okokból gyakran a Tiszántúlhoz sorolják a beregi (tiszaháti) településeket is, amelyek a Tisza jobb partján fekszenek (Felső-Tisza-vidék).
Romániában:
- Bánság
- Szatmári-síkság
- Érmellék
- Körös-vidék

A Tiszántúl romániai területei a Partium részét alkotják.

## Története
Régebben, a történelmi Magyar Királyság idején a Tiszántúl és a Tisza bal partja földrajzi neveket egyaránt használták. Az utóbbi nagyjából a Tiszától északra eső Felső-Tisza-vidék területét jelölte. Ez a beosztás 1920-ig, a trianoni békeszerződésig hivatalos maradt. A Tiszántúlt Békés, Hajdú, Bihar, Szabolcs, Szatmár, Ugocsa, Máramaros és Szilágy vármegyék alkották. Magyarország a trianoni átcsatolások révén elvesztette Máramaros, Szilágy és Ugocsa vármegye teljes területét, míg Bihar vármegye nyugati fele az országon belül maradt. A Tisza bal partja elnevezést ettől kezdve kiveszett a használatból, és a továbbiakban már csak a Tiszántúl elnevezést használták (még a második bécsi döntés után is).

## Külső hivatkozások
- Magyarország természetjáró tájegységei
- A nemzetismeret.hu oldal cikke
- Csüllög Gábor: Magyarország történeti térszerkezete – a Tiszáninnen/Tiszántúl megkülönböztetés történetéről